# Lo sketch delle pompe funebri
Lo sketch delle pompe funebri (Undertakers sketch) è uno sketch del Monty Python's Flying Circus trasmesso nel tredicesimo episodi della seconda serie.
Come ne La scialuppa di salvataggio - Cannibalismo, è una satira sul cannibalismo.

## Lo sketch
Lo sketch inizia con un timido e tranquillo signore (John Cleese) che si trova nell'ufficio di un'impresa di pompe funebri. Arriva un indiscreto becchino (Graham Chapman) che gli chiede cosa può fare per lui. L'uomo gli risponde che sua madre è morta e che vorrebbe seppellirla, il becchino gli risponde che ci sono tre possibilità: seppellirla, cremarla o buttarla nel Tamigi, ma l'uomo lo informa dicendogli che voleva bene a sua madre. Allora il becchino gli dice che non la butteranno, ma possono seppellirla o cremarla. L'uomo chiede quale delle due consiglia e il becchino gli risponde che sono tutte e due sgradevoli e descrive la funzione delle due possibilità. Poi l'uomo mostra al becchino il corpo della madre e gli fa notare che era molto giovane. Allora il becchino chiama il suo assistente (Eric Idle) dicendogli di "accendere il forno". L'uomo, sconvolto, chiede al becchino se la sua intenzione è mangiarla e il becchino risponde di sì, ma non cruda, cotta con patatine fritte, broccoli e senape. Alla fine i due si mettono d'accordo: decidono di mangiarla e se l'uomo si sente in colpa, il becchino scaverà una fossa e l'uomo ci vomiterà dentro. Ma il pubblico, disgustato, oltre a emettere fischi di disapprovazione, decide di attaccare i tre Python e sia lo sketch sia la puntata finiscono (in realtà la rissa che c'è alla fine tra il pubblico e i tre Python è finta).